# Tomás Guevara
Tomás Guevara Silva (Curicó, 1865-Santiago, 1935) fue un profesor, historiador, antropólogo y etnólogo chileno, estudioso del pueblo mapuche y excombatiente de la guerra del Pacífico.

## Biografía
Fue hijo de Narciso Ladrón de Guevara Mardones y Manuela Silva Cubillos. Estudió en el Instituto Nacional. En 1878 o 1882 se casó en Rancagua con Eloísa Guevara Gamboa, con quien tuvieron 2 hijos. En 1879, al estallar la Guerra del Pacífico, se unió a la ejército expedicionario siendo enviado a Perú con el grado de subteniente. Después de participar en las principales batallas y servir hasta la campaña de Lima, se retiró con el rango de Capitán.
En 1882 obtuvo el título de Bachiller en Artes y profesor de castellano y en 1884 comenzó a enseñar. En 1886 ocupó la cátedra de francés en el Liceo de Curicó, donde poco después fue elegido miembro del Consejo Municipal, y además de sus deberes de profesor, cumplió de vez en cuando los de Jefe de la Brigada de Bomberos local y de administrador de varias instituciones de beneficencia. También participó en las actividades literarias de la ciudad como colaborador y editor de varios diarios locales. Fue transferido a la escuela de Angol en 1892 y en el año siguiente fue nombrado primer gobernador del departamento de Mariluán; Al retirarse de este puesto después de seis meses de servicio, recibió una tarjeta de oro, colocando su retrato en la sala de sesiones del Municipio. En 1894 se desempeñó como secretario de Intendencia de Malleco, ocupando en varias ocasiones el puesto de Intendente interino. En 1899 ingresa como profesor normalista en el Liceo Fiscal de Temuco, asumiendo como rector del establecimiento en 1899. En 1913 fue uno de los fundadores del liceo José Victorino Lastarria siendo rector de ese establecimiento hasta su retiro de la enseñanza en 1927.

### Investigación mapuche
Basándose en algunos descubrimientos arqueológicos de la época planteó varias hipótesis sobre el origen del pueblo mapuche, que a su entender habría sido profundamente influenciado por las grandes culturas de la sierra peruano-boliviana, tesis que fue combatida por Ricardo Latcham y desmentida por la arqueología del siglo XX. Sin embargo, sus mejores trabajos fueron los que realizó sobre la base de informantes mapuche que conoció en Temuco, así como estadías que realizó en comunidades de la zona de Cholchol, al oeste de la misma ciudad.
Sus trabajos fueron sin duda un significativo aporte en razón del material de primera mano que presentan sobre costumbres, modo de vida, religiosidad, estructura social e historia mapuche, especialmente sobre el proceso de radicación en comunidades campesinas. Asimismo, fue uno de los primeros historiadores en documentar las actividades espirituales de los machis y la homosexualidad en la cultura mapuche sin un sesgo religioso apegado a la Iglesia católica, como lo hacían los cronistas e historiadores durante el Chile colonial.
Debido a sus conocimientos y trabajo de campo sobre la cultura y pueblo mapuche, fue elegido en 1910 como el primer presidente de la Sociedad Caupolicán Defensora de la Araucanía, siendo sucedido a los meses siguientes por Manuel Antonio Neculmán.

## Obras
- Historia de Curicó. 1890
- Costumbres judiciales i enseñanza de los araucanos. 1904, Imprenta Cervantes, Santiago, Chile.
- El libro "Raza Chilena" i sus referencias sobre el sur. 1905, Alemana, Temuco, Chile.
- Psicolojía del pueblo araucano. 1908, Imprenta Cervantes, Santiago, Chile.
- Los araucanos en la revolución de independencia. 1910, Imprenta Cervantes, Santiago, Chile.
- Folklore Araucano. 1911, Imprenta Cervantes, Santiago, Chile.
- Las últimas familias i costumbres araucanas. 1913, Imprenta Barcelona, Santiago, Chile.
- La mentalidad araucana. 1916, Imprenta Barcelona, Santiago, Chile.
- La etnología araucana en el poema de Ercilla. 1918, Imprenta Barcelona, Santiago, Chile.
- Historia de la justicia araucana. 1922, Santiago, Chile.
- Historia de Chile: Chile prehispano. 1925-1927, Balcells, Santiago, Chile.

## Reconocimiento
Por sus investigaciones fue comisionado de Chile a congresos en Washington D. C. (Estados Unidos), Buenos Aires (Argentina) y Río de Janeiro (Brasil). Obtuvo la medalla de oro de la Facultad de Humanidades de la Universidad de Chile. En reconocimiento a su aporte, la Biblioteca Municipal de Curicó recibió su nombre.